# Sweyn Asleifsson
Sweyn Asleifsson (etwa 1115–1171) war ein Wikinger des 12. Jahrhunderts, der nur in der Orkneyinga saga erwähnt wird. Er wird als Archetyp des Wikingers beschrieben und der Schriftsteller Eric Linklater (1899–1974) nannte ihn den „Ultimate Viking“. 
Sweyn (oder Sveinn) wurde Anfang des 12. Jahrhunderts als Enkel von Olaf Hrolfsson (of Gairsay) und seiner Frau Åsleik in Caithness in Schottland geboren und ist 1171 beim Angriff auf Dublin gefallen. Sein Vater wurde 1135 von "Olvir Rosta", einem schottischen Clanführer aus Helmsdale ermordet, während er nach Swona entkam. 
Gemäß der Orkneyinga Saga erlangte Sweyn Asleifsson 1136 oder 1137 (geschichtlich nicht überlieferte) Bekanntheit durch die Ermordung eines gewissen „Sweyn Breastorpe“ am Hofe des Earls in Orphir. Er floh nach Tiree, um bei einem gewissen „Holdbodi Hundason“ Zuflucht zu suchen. Später kehrte er nach Orkney zurück und entführte Earl Paul Haakonsson von Orkney und ermöglichte so, dass in dem von Harald Gille König von Norwegen betriebenen Earltum, Rögnvald Kali Kolsson seine Ländereien auf Orkney zurückbekam. Im Jahre 1140 versuchten Holdbodi und Sweyn die Küste von Wales zu überfallen, aber sie wurden abgeschlagen. Holdbodi begab sich zur Isle of Man und Sweyn zog sich nach Lewis zurück. 1141 kam Sweyn auf die Isle of Man, um sich Holdbodi erneut anzuschließen. Aber Holdbodi war überzeugt worden, sich den Kräften des Cambro-Normannen Lord Robert I. FitzHarold de Ewyas (1088–1147) anzuschließen, der seinen Angriff im Vorjahr vereitelt und Sweyn angegriffen hatte. Das führte zur Fehde zwischen den ehemaligen Freunden. Nach der Ermordung von Rognvald 1146 wurde Sweyn, der seine Besitzungen auf Gairsay hatte, von Rögnvald Kali Kolsson vertrieben, und floh ggf. über Muckle Green Holm nach Sanday aber der schottische König David I. (König von 1124 bis 1153) überzeugte sie Frieden zu schließen. In der Folge überfiel Sweyn Asleifsson regelmäßig die Küsten der Irischen See und ihre Umgebung. Als die Normannen Dublin eroberten, wurde er getötet. 